# Гарция Медичи
Га́рция Ме́дичи (итал. Garzia de Medici; 5 июля 1547, Флоренция, Флорентийское герцогство — 6 декабря 1562, Пиза, Флорентийское герцогство) — дон, принц из дома Медичи, сын Козимо I, великого герцога Тосканского. Заболев малярией, умер в пятнадцатилетнем возрасте. Почти сразу после смерти принца возникли слухи о том, что он был зарезан отцом в припадке ярости, когда тот узнал, что Гарция во время ссоры убил своего брата Джованни. Сюжет этой легенды был положен Витторио Альфьери в основу его трагедии «Дон Гарция» (1789).

## Биография

### Ранние годы
Принц Гарция родился во Флоренции 5 июля 1547 года. Он был седьмым ребёнком и четвёртым сыном Козимо I, герцога Флоренции, будущего великого герцога Тосканы и Элеоноры Альварес де Толедо. Отец его был сыном известного кондотьера Джованни делле Банде Нере и Марии Сальвиати, внучки Лоренцо Великолепного. Мать была дочерью вице-короля Неаполя Педро Великого и Марии Осорио-и-Пиментель, маркизы Вильяфранка.
Появившийся на свет мальчик получил имя в честь прапрадеда по линии матери, испанского гранда Гарсии, 1-го герцога Альба. Он плохо рос и отставал в развитии. В отличие от других отпрысков герцога и герцогини, стремившихся дать детям хорошее образование, Гарция учился с трудом.
Известны два детских портрета принца, оба кисти Аньоло Бронзино: на раннем, датируемым около 1550 годом и хранящимся в музее Прадо, он изображён с цветком в руке; поздний датируется 1555—1565 годами и хранится в галерее Уффици. Есть ещё один портрет, кисти Джорджо Вазари, ныне входящий в экспозицию палаццо Веккьо; на нём Гарция изображён со старшим братом Джованни.

### Начало карьеры и смерть
С самого детства принца готовили к карьере военного флотоводца. 5 июля 1560 года в Риме папа Пий IV назначил его почётным командиром флота Папского государства, а спустя год герцог поставил сына верховным главнокомандующим флота Флорентийского герцогства, назначив ему в ассистенты лейтенанта Баччо Мартелли.
В 1562 году Гарция сопровождал родителей вместе с братьями Джованни и Фердинандо на побережье, откуда они собирались отплыть в Испанию, где уже находился их старший брат Франческо. По пути семья заразилась малярией, и все, кроме герцога Козимо и принца Фердинандо, умерли в течение нескольких недель. Гарция умер в Пизе 12 декабря 1562 года.
Внезапная смерть сразу троих членов монаршей семьи вызвала у современников подозрения в виновности сопровождавших их родственников. Возникли слухи об их насильственной смерти, но все они оказались беспочвенными. На смерть юного принца писатель и гуманист Леонардо Сальвиати написал две эпитафии.